# 585

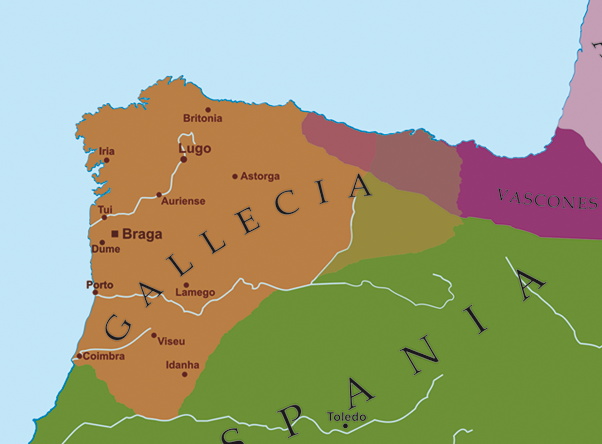
Het Rijk van de Sueven in Gallaecia (6e eeuw)

Het jaar 585 is het 85e jaar in de 6e eeuw volgens de christelijke jaartelling.

## Gebeurtenissen

### Europa
- De Visigoten onder leiding van koning Leovigild veroveren het Rijk van de Sueven in Gallaecia (Noord-Spanje). Koning Andeca wordt gevangengenomen en in een klooster gezet. Malarik, Suevische legeraanvoerder, komt in opstand tegen Leovigild maar wordt verslagen. Het koninkrijk wordt ingelijfd bij het Visigotische Rijk.

### Azië
- Yōmei (r. 585-587) volgt zijn halfbroer Bidatsu op als de 31e keizer van Japan. Tijdens zijn bewind zorgt zijn steun voor het boeddhisme voor spanningen met de aanhangers van het shintoïsme. (Dit volgens de Nihonshoki)

## Religie
- Synode van Mâcon: In een kerkelijke vergadering van bisschoppen in Mâcon wordt besloten dat eenieder een tiende van zijn inkomen moet afstaan aan de Bourgondische schatkist. Een deel van de opbrengst is bestemd voor de armenhuizen.

## Geboren
- Goar van Aquitanië, priester (waarschijnlijke datum)

## Overleden
- 13 april - Hermenegild, Visigotische prins
- 14 september - Bidatsu (47), keizer van Japan
- Cassiodorus, Romeins staatsman en schrijver